# 彼得·索耶
彼得·海耶斯·索耶（英语：Peter Hayes Sawyer，1928年6月25日—2018年7月7日），英国历史学家。他对维京史与英格兰中世纪史的研究在学界颇具影响力。索耶在早期著作《维京时代》（The Age of the Vikings）中提出观点，认为「维京人是商人而非劫掠者」，颠覆了之前学界认为维京人只专注于破坏与掠夺的传统看法。
索耶尤以其对盎格鲁-撒克逊宪章的编目与注释而闻名。根据其编纂的目录，对盎格鲁-撒克逊宪章的引用，都采用「索耶编号」（缩写为「S」，例如「S 407」）的形式。

## 生平
索耶于1928年6月25日出生于英国牛津。父亲是比尔·索耶，一位烟草商。母亲是格蕾丝·伍德布里奇。除了在二战期间曾与亲属在米尔福德港居住外，他一直在牛津长大。
1948年至1951年间，索耶在牛津大学耶稣学院攻读现代史，获荣誉文学学士学位。1951年至1953年，他在曼彻斯特大学攻读研究生。离开曼彻斯特后，他于1953年至1956年在爱丁堡大学任助理，1957年至1964年在伯明翰大学担任中世纪史讲师。1964年起，他在利兹大学任教，1970年成为中世纪史教授。在利兹大学任教期间，他与罗伯特·斯图尔特·霍伊特合作，于1967年创办《国际中世纪文献书目库》（International Medieval Bibliography）。1982年，他从利兹大学提前退休，并于1998年被授予荣休教授称号。
索耶随后继续在哥德堡大学担任讲师，并曾多次以访问学者身份在美国任教：1966年至1967年及1984年为明尼苏达大学教员，1985年为加州大学伯克利分校教员。
1996年至2006年间，他在挪威特隆赫姆工作，其妻比尔吉特·索耶是挪威科技大学中世纪史教授。自2006年起，他在乌普萨拉居住并从事学术研究。
2018年7月，索耶在乌普萨拉去世，享寿90岁。

## 学术著作
- Sawyer, Peter. . Early English manuscripts in facsimile 7, 11. Copenhagen: Rosenkilde og Bagger. 1957–62. 118+117 pages. OCLC 63444797.
- Sawyer, Peter H.  1978 2nd. London: E. Arnold. 1962. 275 pages. ISBN 9780713158366. OCLC 463278812.
- Sawyer, Peter H. . Guides and handbooks 8. Royal Historical Society. 1968. xiii–538 pages. OCLC 460956. (Subsequently digitised and revised as The Electronic Sawyer: Online Catalogue of Anglo-Saxon Charters, first published 2010)
- Sawyer, Peter H.  1998 2nd. Routledge. 1978. xii–322 pages. ISBN 9780203450468. OCLC 52489970.
- Sawyer, Peter H. . Anglo-Saxon charters（英语：Anglo-Saxon charters） 2. Oxford University Press for the British Academy. 1979. lv–93 pages. ISBN 9780197259405. OCLC 6041283.
- Sawyer, Peter.  [Kings and Vikings : the Nordic countries and Europe 700–1100]. Panorama. 由Erik Frykman翻译. Stockholm: Norstedt（英语：Norstedts förlag）. 1985. 219 pages. ISBN 9789118436116. OCLC 185803536 （瑞典语）.
- Sawyer, Peter H. . Alingsås: Viktoria Bokförlag. 1989. iii–60 pages. ISBN 9789186708085. OCLC 21221268.
- Sawyer, Peter; Sawyer, Birgit. . The Nordic Series 17. University of Minnesota Press（英语：University of Minnesota Press）. 1993. xvi–265 pages. ISBN 9780816617395. OCLC 489584487.
- Sawyer, Peter H. . Oxford University Press. 1997. xv–298 pages. ISBN 9780198205265. OCLC 751158622. Peter Sawyer The Oxford illustrated history of the Vikings.
- Sawyer, Peter. . Lincoln: History of Lincolnshire Committee for the Society for Lincolnshire History and Archaeology. 1998. xv–289 pages. ISBN 9780902668027. OCLC 906849208.
- Sawyer, Peter. . Oxford University Press. 2013. xi–155 pages. ISBN 9780199253937. OCLC 847547281.